# Giuseppe Mazzini

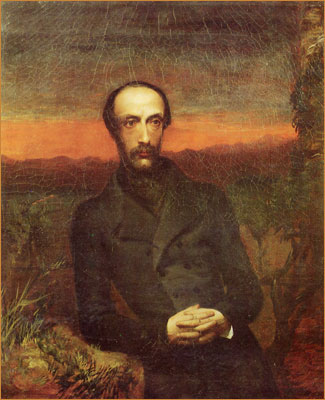
Giuseppe Mazzini, en un oli sobre tela d'Emilie Venturi (1846)

Giuseppe Mazzini (Gènova, 22 de juny del 1805 – Pisa, 10 de març del 1872) va ser un patriota, polític i filòsof italià.
Les seves idees i la seva acció política van contribuir d'una manera decisiva al naixement de l'estat unitari italià, però paradoxalment va haver de viure en la clandestinitat fins a la mort. A banda, les teories mazzinianes van tenir una gran importància per a la definició dels moderns moviments europeus, per l'afirmació de la democràcia mitjançant la forma republicana de l'estat.

## Biografia
Fill de Giacomo Mazzini, metge i professor d'anatomia originari de Chiavari i personatge políticament actiu en el temps de la República Lígur i en època napoleònica, i de Maria Drago, dona d'una gran bellesa física i d'una intel·ligència vivaç, el 1820, amb només quinze anys, va ser admès a la Universitat de Gènova; en un primer moment, va començar els estudis de medicina, però després va passar als de dret. Al cap de sis anys, el 1826, va escriure el seu primer assaig literari, Dell'amor patrio di Dante, publicat el 1837. El 6 d'abril del 1827 es va llicenciar in utroque jure. El mateix any es va fer membre d'una societat carbonària, de la qual va ser secretari per la regió de Valtellina.

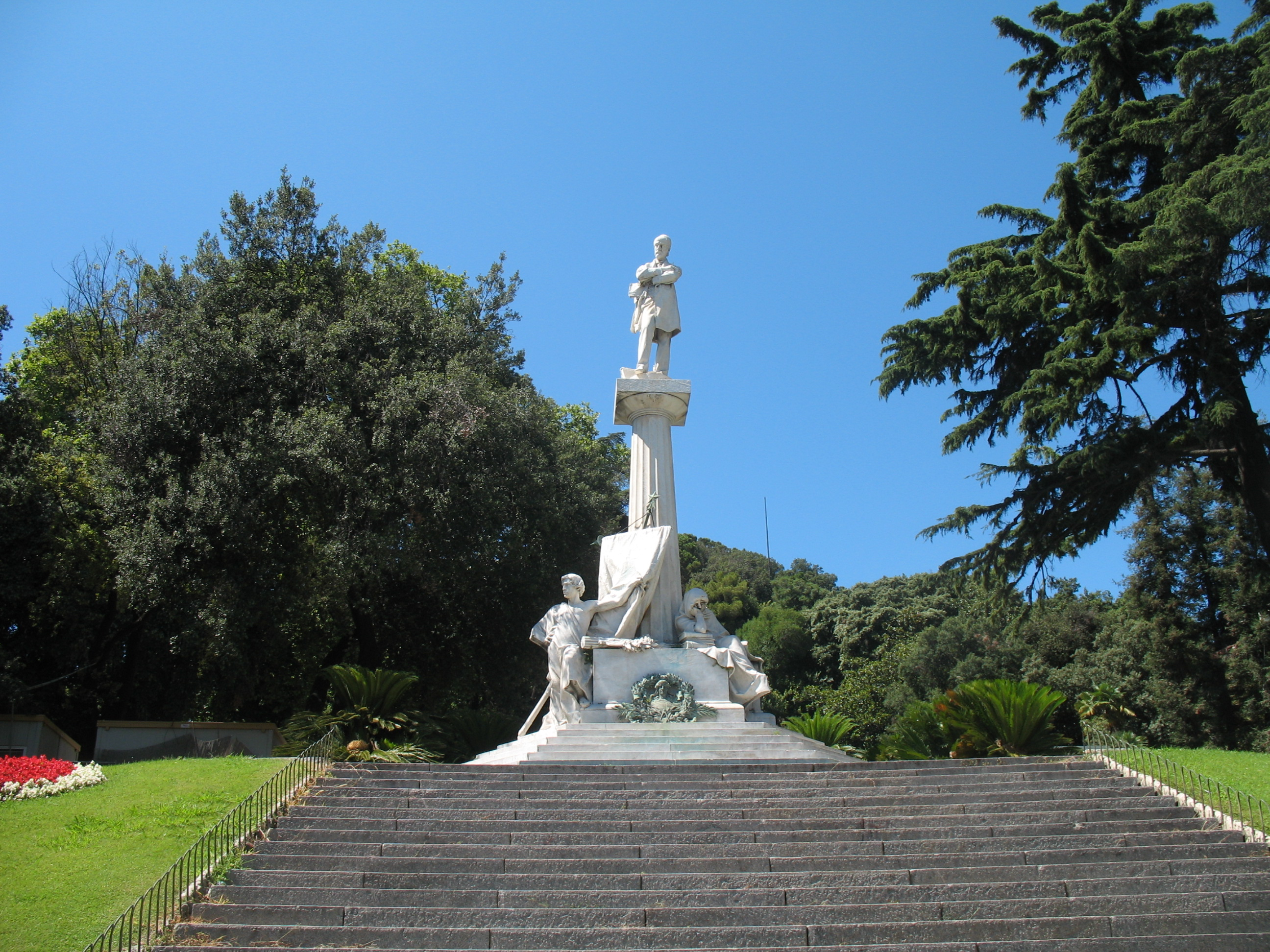
Monument a Giuseppe Mazzini, al costat del Palazzo Doria Spinola, seu de la Prefectura, a la Piazza Corvetto de Gènova

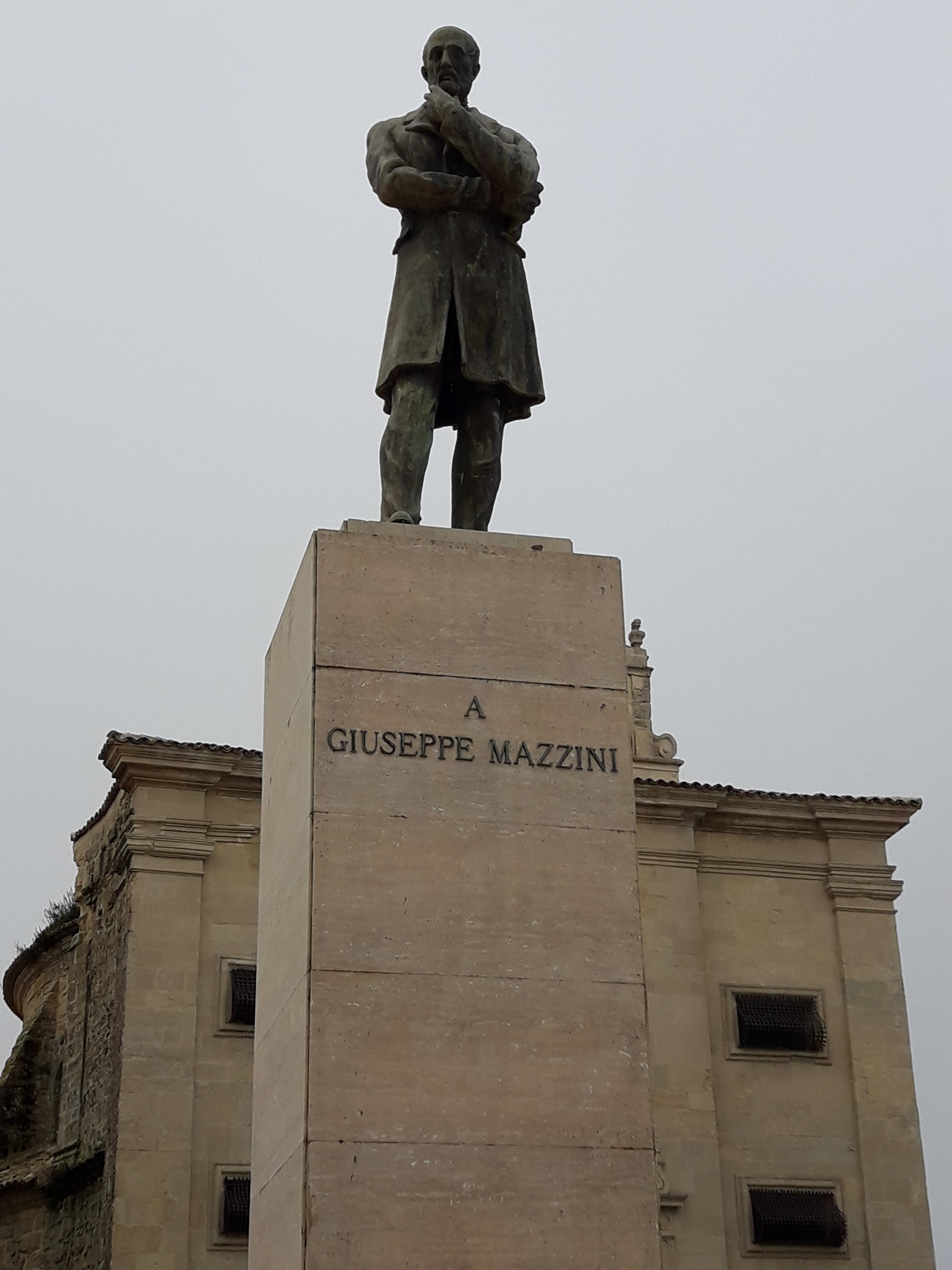
Monument a Giuseppe Mazzini, a Enna

La seva activitat revolucionària el va obligar a refugiar-se a Marsella, on el 1831 va organitzar un nou moviment polític anomenat la Jove Itàlia. El lema de l'associació era «Déu i poble», i tenia l'objectiu d'unir els diferents estats italians en una sola república, única condició possible per a l'alliberament del poble italià dels invasors estrangers. Aquest objectiu republicà i unitarista s'havia d'aconseguir per mitjà d'una insurrecció popular. Mazzini va crear altres moviments polítics per a l'alliberament i la unificació d'altres estats europeus: la Jove Alemanya, la Jove Polònia i, finalment, la Jove Europa.
La Jove Europa va ser la principal concreció del seu pensament favorable a la llibertat de les nacions, i li va permetre estendre el desig de llibertat del poble (que es faria realitat amb la República) a totes les nacions europees. La Jove Europa es va crear el 1834 a prop de Berna, d'acord amb revolucionaris d'altres països. Aquest moviment també donava molta importància a la promoció dels drets de la dona, com testimonia l'obra de moltes mazzinianes, com ara Giorgina Saffi, muller d'Aurelio Saffi, un dels col·laboradors més estrets de Mazzini i l'hereu del mazzianisme polític.
Mazzini va perseguir el seu objectiu amb una constància inflexible, fins i tot a l'exili i davant tota mena d'adversitats. Així i tot, malgrat la seva perseverança, la importància de les seves accions va ser més ideològica que no pas pràctica. Després del fracàs del motí del 1848, durant el qual Mazzini va encapçalar la breu experiència de la República Romana juntament amb Aurelio Saffi i Carlo Armellini, els nacionalistes italians van començar a veure el rei del Regne del Piemont-Sardenya i Camillo Benso, comte de Cavour, com a guies del moviment de reunificació. Això volia dir separar la unificació d'Itàlia de la reforma social i política propugnada per Mazzini. Cavour va tenir l'habilitat d'establir una aliança amb França i de conduir una sèrie de guerres que portarien al naixement de l'Estat italià entre el 1859 i el 1861, però la naturalesa política del nou estat era molt lluny de la república mazziniana.
Mazzini no va acceptar mai la monarquia i va continuar lluitant pels ideals republicans. L'any 1870, el van tancar a la presó militar de Gaeta i el van forçar a exiliar-se, però va aconseguir tornar a entrar al país amb un nom fals i es va establir a Pisa, on va viure amagat fins al dia de la seva mort, quan la policia del nou Regne d'Itàlia ja es preparava per arrestar-lo de nou.
Mazzini es va morir a Pisa el 1872. El seu cos va ser embalsamat pel científic Paolo Gorini, vingut expressament des de Lodi, i traslladat a Gènova, on va ser enterrat al cementiri monumental de Staglieno.